# Taquigrafía

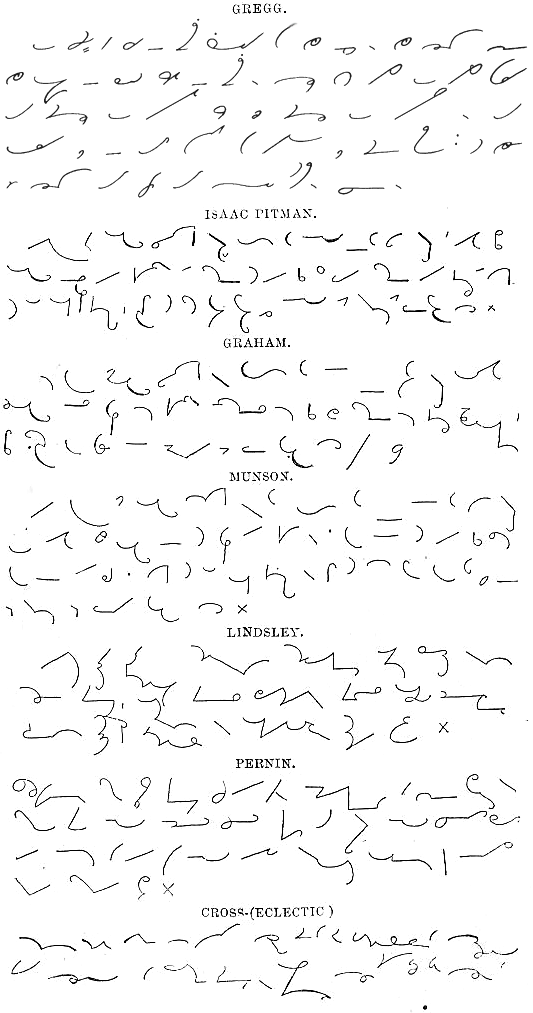
El Padre Nuestro, en diversos sistemas del.

La taquigrafía o estenografía es todo aquel sistema de escritura rápido y conciso que permite transcribir un discurso a la misma velocidad a la que se habla. Para ello se suelen emplear trazos breves, abreviaturas y caracteres especiales para representar letras, palabras e incluso frases.
Existen diversos sistemas taquigráficos, diferentes entre sí, e incluso dentro de un mismo idioma o de un mismo país y un mismo órgano legislativo hay taquígrafos usando sistemas distintos. Si bien todos los sistemas de taquigrafía están estandarizados y deberían ser legibles por todos los taquígrafos que usen el mismo sistema, en la mayoría de los casos los taquígrafos suelen hacer adaptaciones o modificaciones propias según su comodidad o su forma de trazar los signos.
Hay sistemas alfabéticos, es decir, los signos registran todas las letras, y también sistemas silábicos, en los cuales cada signo representa una sílaba. En estos últimos, por lo general, no se registran las vocales de cada sílaba, y en algunos casos solamente se registran las vocales iniciales o finales de la palabra, y un mismo signo puede representar más de una palabra.
En algunos sistemas, la escritura taquigráfica omite partes de los textos, y un texto recogido por un taquígrafo no siempre puede ser entendido fácilmente por otro que no haya escuchado previamente el original. Por tanto, los mismos taquígrafos deben transcribir posteriormente el texto taquigráfico que han tomado a la escritura habitual.
El aprendizaje de la taquigrafía es relativamente fácil, pero su uso rápido requiere mucha práctica.
Es importante resaltar que cada taquígrafo posee una forma muy propia de escribir sus signos taquigráficos, por lo que es imposible estandarizar su tamaño y forma exacta.

## Historia

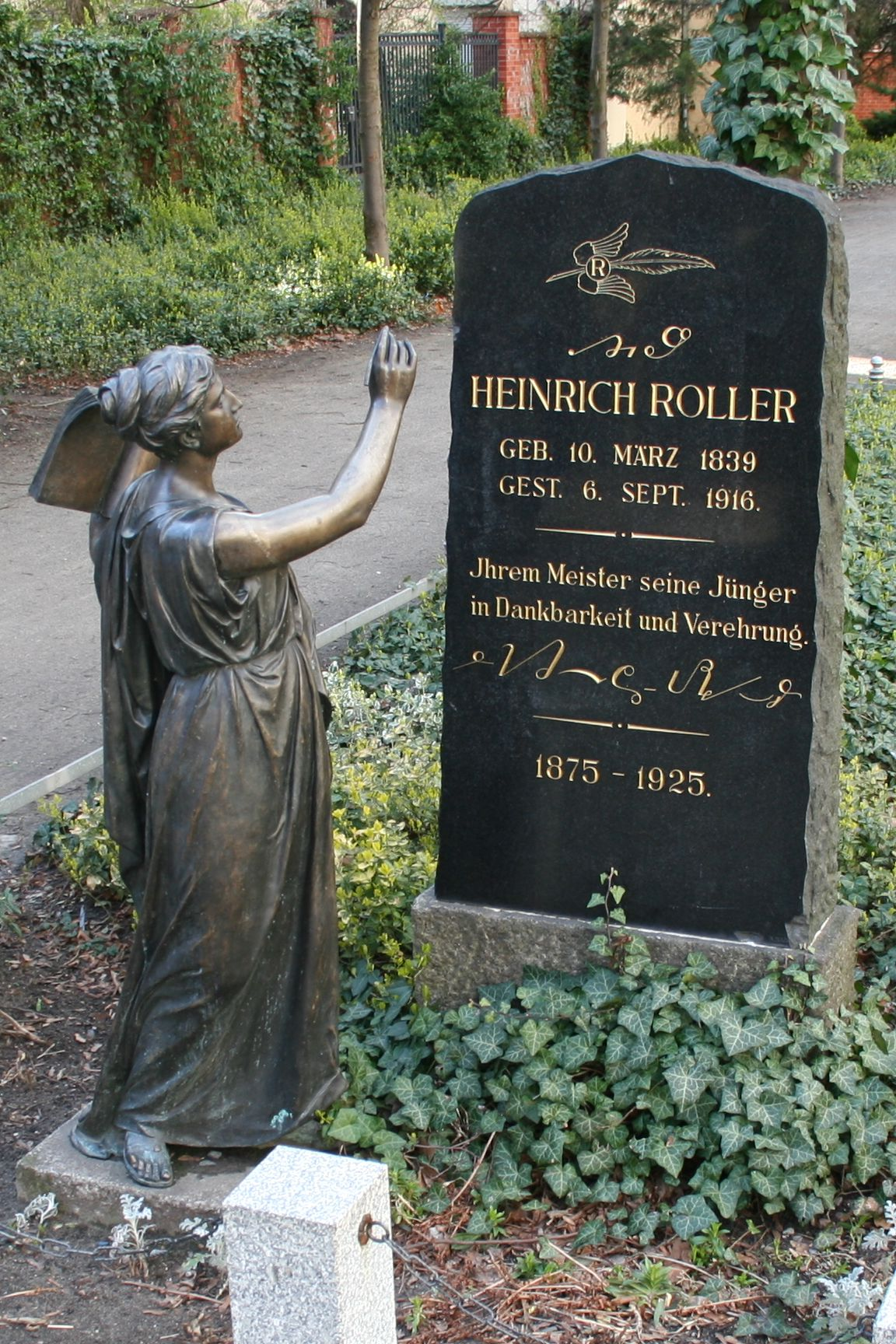
Tumba de Heinrich Roller, inventor del sistema de taquigrafía alemana, con un ejemplo de su escritura.

Los orígenes de la taquigrafía se remontan a la época del historiador griego Jenofonte, que se valió de esta técnica para transcribir la vida de Sócrates.[cita requerida]
El término taquigrafía, de las voces griegas taxos (‘celeridad’, ‘rapidez’) y grafos (‘escritura’), alude a un sistema que se vale de signos más sencillos que los de la escritura corriente para escribir tan deprisa como se habla. Lo usaron los fenicios y griegos. En Roma, se usó desde la época de Cicerón, según Plutarco, y se le llamó «notae tironianae», pues la usó y perfeccionó Marco Tulio Tirón, esclavo y luego liberto de Cicerón, desde aproximadamente el 70 a. C. Un sistema parecido al de Tirón parece atribuírsele a Mecenas, de acuerdo con Dión Casio. Poco después el sistema fue ordenado en forma de diccionario por Séneca, llamándose «Notas de Tirón y Séneca». Sin embargo, cayó en el olvido con la invasión de los bárbaros.[cita requerida]
Posteriormente, se restableció en la Edad Moderna. Comenzó de nuevo en Inglaterra, en 1588, por Timothy Bright. Siguió por Francia, los Países Bajos y Alemania desde el siglo XVII. Llegó a Italia en el siglo XVIII y a España en 1800. Se considera que el inventor de la taquigrafía española fue el valenciano Francisco de Paula Martí, en 1802.
El término fue utilizado por primera vez por Thomas Shelton en 1641, luego por Coulon de Thévenot en 1776 y finalmente fue adoptado por Martí. El inglés John Willis, inventor del primer sistema geométrico, la había denominado estenografía.

## Usos

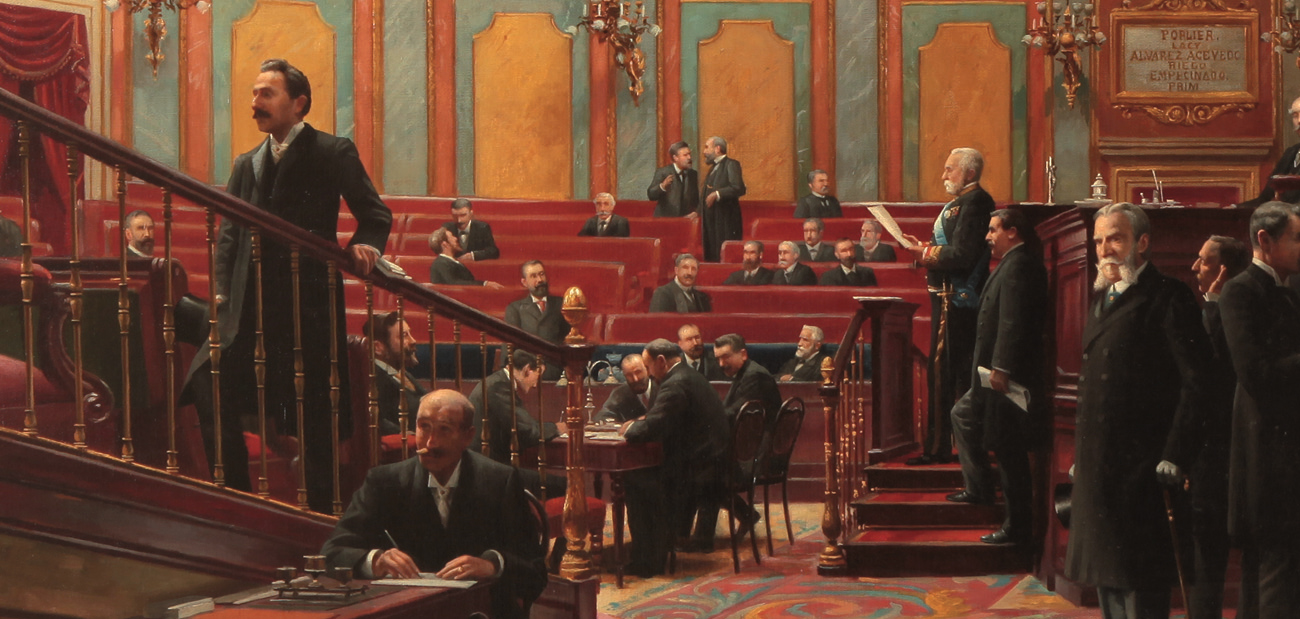
Lectura de un proyecto de Ley en el Salón de Sesiones, de Asterio Mañanós Martínez (1908). En el centro pueden verse algunos taquígrafos.

La taquigrafía era empleada comúnmente en los juicios, en cuyo caso se hacía uso de taquígrafos o estenógrafos para plasmar por escrito lo hablado. También era utilizado por secretarias y ayudantes de administración para apuntar las notas, cartas, recados y pedidos. Su uso era común para registrar los debates parlamentarios, y para la transmisión en directo de programas de televisión que requieren subtitulaje, por ejemplo, con el sistema de subtítulos cerrados (closed caption). También los intérpretes solían usar la taquigrafía como apoyo para la memoria cuando debían pasar un mensaje de un idioma a otro. Teóricamente era una herramienta muy útil para un estudiante cuando se asistía a clases para tomar apuntes.

## Sistemas

### Taquigrafía Pitman

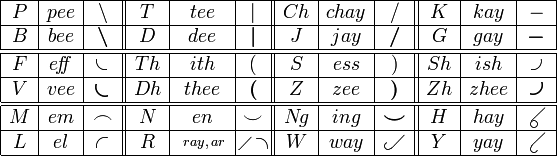
Consonantes de la taquigrafía Pitman.

Abreviaturas usadas por este sistema.

El método Pitman utiliza los renglones de una hoja; esto significa que la posición de los símbolos es importante en relación con las horizontales de la tablilla de escritura.
Isaac Pitman nació en Trowbridge Wiltshire en 1813 y falleció en Bath en 1897. Aprendió el sistema de Taylor, y pensaba editarlo con las reformas que le había introducido, pero un amigo suyo, Bagsters, le sugirió la idea de crear un sistema propio.
En 1837, Pitman lanzó su famosa obra Stenographic Soundhand. A pesar de que los signos de ambos autores puedan ser parecidos, se trata de sistemas muy distintos. 
Si bien se valió de recursos que ya habían sido utilizados por otros autores —la escritura fonética ya había sido utilizada por Tiffin (1750), Lyle (1762), Roe (1802) y Towndrow (1831); los signos semejantes para sonidos parecidos habían sido usados por Hervey (1779); las posiciones habían sido empleadas por farr (1819) y Taylor; los trazos finos y gruesos datan de la época de Tirón (50 a. C.); y ni siquiera fue el primero en utilizar el círculo pequeño para representar la S—, fue el primero en ordenarlos sistemáticamente, basándose en un análisis científico de su idioma. 
En 1840 apareció la segunda edición, con el título "Phonography, or Writing by Sound; being a natural method of writing, applicable to all languages, and a complete system of Short-hand", con un alfabeto de 36 signos. En 1842 se publica el primer número del Phonetic Journal y en 1846 se crea en Londres la primera sociedad pitmaniana, llamada Phonetic Society. 
En 1863 aparece en Londres la 11.ª edición de su obra: A manual of Phonography, or, Writing by Sound: a natural method of writing by signs that represent spoken sounds; adapted to the English language as a complete system or Phonetic Short-hand. En ella, su autor dice: «¿Quién, que esté en el oficio de escribir, no ha deseado en algún momento expresar mediante dos o tres trazos de la pluma aquello que en la actualidad requiere tanto tiempo y trabajo para llevarlo al papel?». 
La obra de Pitman se ha adaptado a todos los idiomas. Isaac Pitman dice de su obra: «Una vigorosa propaganda y métodos a bajo precio han contribuido a darle esta distinción, si bien su mérito sobre los demás sistemas ha sido apreciado por el público. Mi pequeño método ha sido vendido a un penique, y de mi libro Phonografic Teacher van vendidos más de un millón seiscientos mil ejemplares». En su sistema, las consonantes forman pares representados por el mismo trazo, que se diferencian por el grosor. Representa las vocales con puntos, comas y guioncitos delgados y gruesos. La colocación de las consonantes, en la línea, arriba o debajo del renglón, indica la vocal que las acompaña y llama a la unión de dos o más palabras sin levantar el lápiz. Las consonantes R y L que siguen a la consonante base de la sílaba son representadas por una modificación al inicio de ésta. El Manual Pitman's Shorthand-Phonography - New Era Edition contiene un total de 189 reglas. 
La biografía de Pitman fue escrita en 1902 por su hermano Benn y en 1908 por Alfred Baker. 
La velocidad máxima alcanzada es de 360 palabras por minuto (durante dos minutos), por Nathan Behrin en 1922 (según el libro Guinness de los récords).

### Taquigrafía Garriga
En 1864 el sacerdote y filósofo español Pedro Garriga Marill publicó su obra «La taquigrafía sistemática» en la que detallaba el, posteriormente conocido como, Sistema de Taquigrafía Garriga. Este sistema junto con el desarrollado por Francisco Martí, llamado Sistema de Taquigrafía Martí fueron los más utilizados en España dado el apoyo institucional que ambos recibieron y a su especial adaptación a la lengua castellana.
En 1872 se funda en Barcelona la primera sociedad taquigráfica española, la Corporación Taquigráfica del Sistema Garriga, formada por el propio Garriga, el catedrático José Balari Jovany y otros seguidores del sistema con el fin de fomentar y expandir su uso en España.

### Taquigrafía Gregg

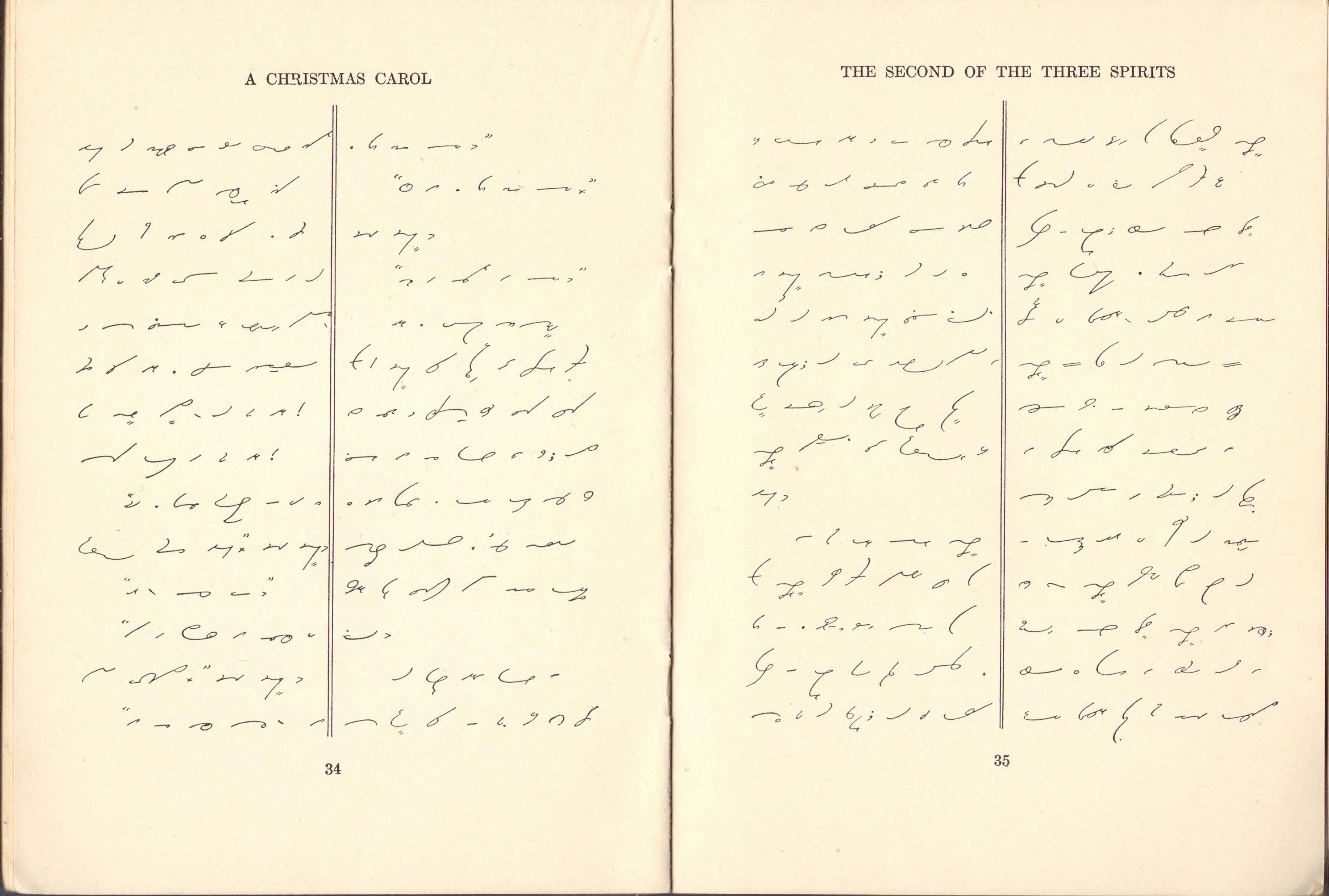
A Christmas Carol escrito usando la taquigrafía Gregg.

El irlandés John Robert Gregg publicó en Liverpool Light Line Phonography que se traduce al español «Fonografía de línea ligera» en 1888, cuando apenas tenía veinte años. Fue enjuiciado por plagio por Thomas Malone, un antiguo compañero de estudios, y su libro no pudo ser vendido en Inglaterra. Por ese motivo en 1893 viajó a Estados Unidos, donde pudo difundir su sistema y logró gran resonancia. 
La taquigrafía Gregg está basada en la elipse, siguiendo la inclinación de la escritura corriente. Las vocales se escriben en su orden natural, no diferenciando los signos por el grosor o la posición sino solamente por los diferentes tamaños. La escritura es esencialmente horizontal. 
La primera adaptación del sistema Gregg al español fue realizada por el mexicano Camilo E. Pani en 1904, que apareció con el título Taquigrafía fonética Gregg-Pani. A esta siguió otra en 1921 titulada Taquigrafía Gregg, la cual se asemeja más a la escritura de la versión inglesa. Una edición revisada por Louis Leslie se publicó en 1923. Esta edición, conocida como Taquigrafía Gregg Edición Aniversaria, se difundió por América Latina. Después de la muerte de John Robert Gregg en 1948, se pública en 1953 una revisión del sistema, conocida como Taquigrafía Gregg Simplicada, que contiene cambios introducidos en la versión inglesa del sistema destinados a reducir la carga mental del taquígrafo y simplificar el aprendizaje de la taquigrafía. En 1969 surge la Taquigrafía Gregg Edición Diamante, una nueva edición con numerosas simplificaciones destinadas a aligerar la escritura y aprendizaje. En esta edición se reenfoca el uso de la taquigrafía exclusivamente al área comercial. La edición Aniversaria fue reimpresa en 1970 bajo el título Curso de taquigrafía Gregg, que en adición al texto básico, contiene un manual de ejercicios (Ejercicios progresivos de la taquigrafía Gregg) y un libro de lecturas (Ejercicios graduados). Una nueva edición fue lanzada en 1978, llamada Taquigrafía Gregg Serie 90, con aún mayores simplificaciones. La última edición en español publicada en 1990, Taquigrafía Gregg Edición Centenaria, retiene los principios de la Serie 90 e incluye actualizaciones del vocabulario para la oficina electrónica, además de un rearreglo en la presentación de los principios del sistema. Cada simplificación del sistema trae consigo, no sólo un aumento en la facilidad de aprendizaje y escritura, sino también una disminución en el potencial de rapidez en el dictado, ya que los trazos resultan más largos y demorados con la eliminación de reglas. Por este motivo, aunque la Edición Aniversaria resulte la más difícil de aprender y dominar por las muchas abreviaciones y reglas contenidas en ella, es la que se considera la más rápida de todas las versiones y la más adecuada para trabajo parlamentario y legal. 
Se han publicado otras adaptaciones del sistema Gregg. En 1931, Salvador F. Seguí publicó Taquigrafía Seguí, sistema basado en el Gregg. En 1932,  Ana María O'Neill publicó su Exposición de la taquigrafía Gregg, revisada en 1974 (Exposición revisada de la taquigrafía Gregg) y en 1984 (Nueva exposición revisada de la taquigrafía Gregg, Edición Oro).
El sistema de Gregg se ha adaptado a muchas lenguas, incluyendo afrikáans, esperanto, francés, alemán, hebreo, irlandés, italiano, japonés, polaco, portugués, ruso, español, catalán y tagalo. Con unas pocas adaptaciones, puede ser utilizado en casi cualquier lengua. Después del inglés, la adaptación al español es la más popular.
Con el sistema Gregg, se han registrado velocidades de hasta 280 palabras por minuto en inglés.

### Taquigrafía Larralde

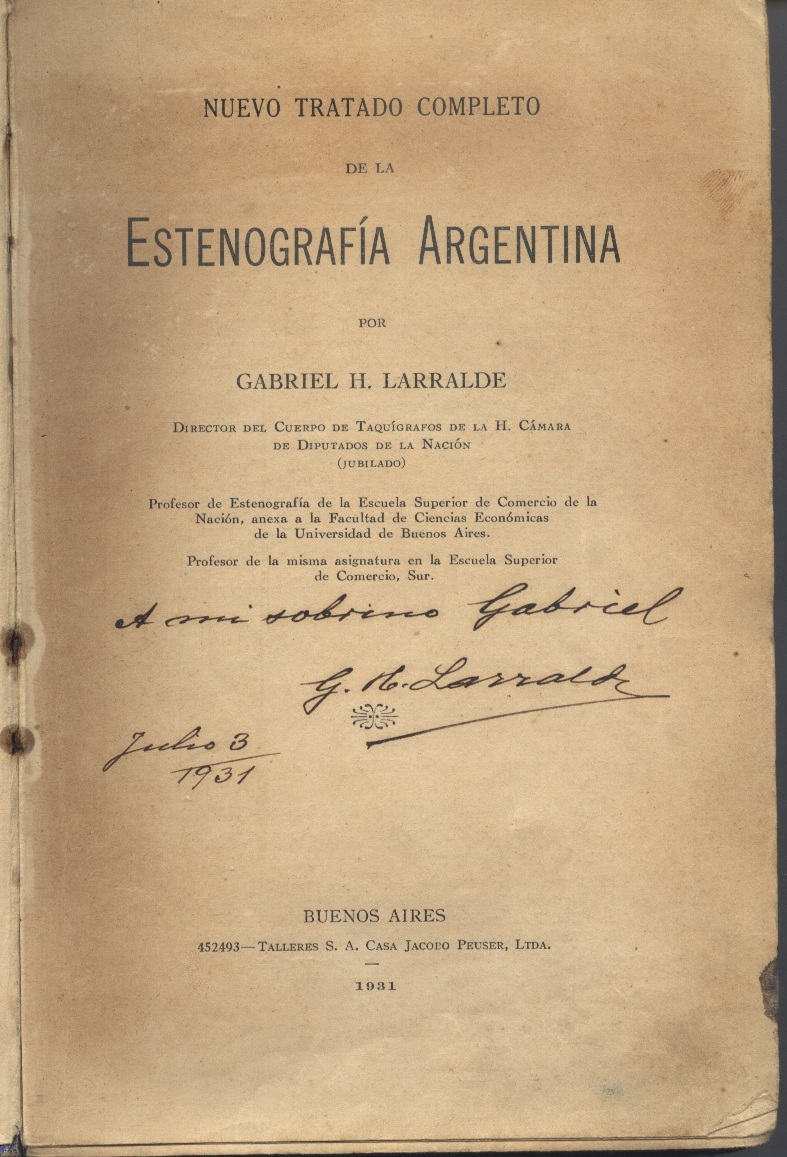
Portada de Tratado Completo de la Estenografía Argentina.

Gabriel Hilario Larralde (1853-1941) fue el creador de la Estenografía Argentina, también denominada Taquigrafía Larralde o "Sistema Larralde", la cual es utilizada desde fines del siglo XIX y hasta la actualidad por la mayoría de los taquígrafos de las Cámaras de Senadores y de Diputados del Congreso de la Nación Argentina.  Gabriel H. Larralde, que fue director del cuerpo de Taquígrafos de la H. Cámara de Diputados de la Nación, fue discípulo de Guillermo Parody, quien lo instruyó en el sistema Pitman, que Larralde adaptó al castellano rioplantense obteniendo un sistema óptimo para los países del Plata, aunque es usado exclusivamente en la República Argentina en la mayoría de los órganos legislativos.  En la provincia de Santa Fe hay taquígrafos que aún mantienen la tradición del sistema Martí-Escobar.  El presidente Domingo Faustino Sarmiento fue uno de los impulsores del estudio y del uso de la taquigrafía en la Argentina, dado que "quería leer por la mañana en su casa lo que se había discutido la noche anterior en las Cámaras del Congreso."  El sistema Larralde, que es un sistema fonético-silábico, se enseñó durante más de siete décadas en las escuelas de comercio y en los profesorados de enseñanza media de Taquigrafía en la Argentina.
En la actualidad, mayo de 2024, sigue vigente el sistema Larralde en varias provincias de Argentina, por lo que algunos taquígrafos, que trabajan en los ámbitos parlamentarios, se limitan a impartir la enseñanza de la taquigrafía, a efectos de preparar personal calificado para trabajen en los ámbitos mencionados, ante la ausencia en la educación formal de este arte.

### Taquigrafía Carissimi
El sistema Carissimi fue inventado en Uruguay en la década de 1940. Este sistema se compuso basándose en tres sistemas: Gregg, Pitman y un tercer sistema de origen inglés. Se compone de signos rectos, como los sonidos K, P, D y F, por signos de medio círculo, como los sonidos J, CH, Ñ, y los signos de cuarto de círculo, como los sonidos L, T, S y B. Este sistema es el más usado en Uruguay.

### Taquigrafía Teeline
Teeline es una taquigrafía aceptada por el NCTJ, una asociación de periodistas del Reino Unido. Es adaptable a diferentes idiomas, pero principalmente es utilizado en los países de la Mancomunidad de Naciones.
Fue desarrollado en 1970 por James Hill, un profesor de Taquigrafía Pitman, y básicamente consiste en eliminar las letras innecesarias y hacer las letras de manera que sean más rápidas de escribir. Las vocales son por norma general eliminadas cuando no están al inicio o al final de la palabra, y las letras mudas también son ignoradas. Los prefijos, sufijos y letras «pares» (como «pr» o «bl») se reducen a un simple símbolo. Los símbolos derivan de las letras del alfabeto occidental, eliminando las partes más innecesarias.
El Teeline difiere de Pitman y Gregg en que Teeline es un sistema alfabético, mientras que Pitman y Gregg son fonéticos. Por tanto, Teeline es mucho más fácil de aprender, pero no es tan rápido como los sistemas fonéticos.
Teeline se parece mucho a los grafitis utilizados con el lápiz de las agendas electrónicas tipo Palm. 
La velocidad a que se puede llegar es de 140 palabras por minuto.